# Kryminalni – muzyka z serialu
Kryminalni – muzyka z serialu – soundtrack z muzyką Macieja Zielińskiego z serialu Kryminalni.

## Lista utworów
1. Kryminalni – czołówka (1:51)
2. Temat Adama (2:18)
3. Akcja (2:11)
4. Oględziny (1:58)
5. Miejsce zbrodni (1:18)
6. Temat Adama – fortepian (1:41)
7. Basia (1:26)
8. Podejrzany (0:55)
9. Szantaż (1:30)
10. Jazda samochodem (1:41)
11. Zawada nad rzeką (1:08)
12. Pogoń (1:18)
13. Magazyn (2:46)
14. Policja (1:04)
15. Śledztwo (2:16)
16. Obserwowana (1:54)
17. Ucieczka (1:25)
18. Chwile szczęścia (2:26)
19. Basia i Marek (1:10)
20. Matka (1:10)
21. Śledzona (1:27)
22. Kryminalni – temat główny (1:57)
23. Trup (1:21)
24. Wdowa (1:59)
25. Studenci (1:38)
26. Zapatrzenie (3:54)
27. Kryminalni – fortepian (2:28)

- Prezentacja multimedialna

## Twórcy[1]
- Polska Orkiestra Radiowa, Marcin Nałęcz-Niesiołowski – dyrygent
- Krzysztof Herdzin - fortepian (3, 6, 15, 18, 26, 27), Paweł Perliński – fortepian (5, 9, 11, 20, 24, 25), Adam Sztaba – fortepian (4, 7), Marek Napiórkowski – gitary (3, 14, 15, 18-20, 24, 25), Robert Murakowski – trąbka (2), Maciej Zieliński – instrumenty klawiszowe i programowanie instrumentów perkusyjnych (1-4, 8, 10, 12-19, 21, 23, 25, 26)
- Maciej Zieliński – kompozycje, aranżacje, orkiestracje i produkcja muzyczna
- Rafał Paczkowski – reżyseria dźwięku (1, 2, 4, 5, 7-11, 13-17, 19-25), Tadeusz Mieczkowski – reżyseria dźwięku (3, 6, 12, 18, 26, 27), Jarosław Regulski – reżyseria dźwięku (4, 7), Przemysław Nowak – montaż muzyki, Jacek Gawłowski – mastering, Zbigniew Zbrowski – konsultacja muzyczna i organizacja nagrań, Ewa Krupińska-Kurpińska – kopistka